# HMS Seagull (J85)
Pour les autres navires du même nom, voir HMS Seagull.
Le HMS Seagull (pennant number J85) est un dragueur de mines de la classe Halcyon construit pour la Royal Navy dans les années 1930 et utilisé pendant la Seconde Guerre mondiale

## Construction
Le Seagull est commandé le 1er juillet 1936 pour le chantier naval de HM Dockyard, Devonport de Plymouth en Angleterre. La pose de la quille est effectuée le 15 février 1937, le Seagull est lancé le 28 octobre 1937 et mis en service le 30 mai 1938.
Il est parrainé par la communauté civile du district urbain de Christchurch dans le Hampshire, dans le cadre de la Warship Week (semaine des navires de guerre) en février 1942.
La classe Halcyon est conçue pour remplacer la classe Hunt précédente et varie en taille et en propulsion en fonction de sa construction.
Après la fabrication des 5 premiers Halcyon, et ses 2 exemplaires d'une variante, le deuxième groupe de 14 navires dont fait partie ce navire est lancé avec comme principale modification sa propulsion. Ils déplacent 828 t à charge standard et 1 311 t à pleine charge. Les navires ont une longueur hors-tout de 74,75 m comme la variante de la première série , un maître-bau de 10,21 m et un tirant d'eau de 2,7 m.
Ils sont propulsés par deux turbines à vapeur Parsons (alors que la première série des Halcyon possédait des machines à vapeur verticales compound ou triple expansion), chacune entraînant un arbre, utilisant la vapeur fournie par deux chaudières à trois cylindres Admiralty. Les moteurs produisent un total de 1 750 ch (2 370 kW) et donnent une vitesse maximale de 16,5 nœuds (30,6 km/h). Il transporte au maximum 247 t de mazout, ce qui lui donne un rayon d'action de 7 200 milles marins (13 300 km) à 10 nœuds (19 km/h). L'effectif du navire est composé de 80 officiers et hommes d'équipage.
Cette deuxième série de la classe Halcyon est armée de deux canons de marine de 4 pouces QF Mk V (102 mm) avec un montage HA Mk.III à angle élevé. Il est également équipé de huit mitrailleuses Lewis de .303 British (7,7 mm), ainsi d'un support quadruple pour les mitrailleuses Vickers de 12,7 mm est rajouté. Plus tard, dans sa carrière, il est rajouté jusqu'à quatre supports simples ou doubles pour les canons antiaérien Oerlikon de 20 mm. Pour le travail d'escorte, son équipement de dragage de mines pouvait être échangé contre environ 40 charges de profondeur.

## Histoire
Achevé le 30 mai 1938, le Seagull est le premier navire "sans rivets" de la Royal Navy, tous les joints étant soudés. Le Seagull et le Leda (J93) sont envoyés pour des essais par mauvais temps dans les eaux islandaises le 15 septembre 1938 et sont arrivés à Scapa Flow le 27 septembre après avoir subi suffisamment de mauvais temps pour tester en profondeur la structure du Seagull .

### Seconde Guerre mondiale
Le Seagull commence la guerre à Scapa Flow et reste dans les eaux écossaises jusqu'en 1941, date à laquelle il rejoint le 2nd Escort Group (2e groupe d'escorte) à Londonderry.
En octobre 1941, il rejoint le convoi PQ 2, le premier des 21 convois russes qu'il doit aider à escorter. Il revient brièvement au début de 1942 pour une transformation pour une "arcticisation", puis repart en avril pour la Russie où il reste jusqu'en septembre.
Le 2 mai 1942, au cours du convoi PQ 15, avec le destroyer norvégien HNoMS St Albans, il coule par erreur le sous-marin polonais ORP Jastrząb. Cinq membres d'équipage sont tués. Une cour d'enquête a conclu que le Jastrząb était à 100 milles marins (190 kimomètres) de sa position, dans une zone où les U-Boote devaient opérer, et qu'aucun des deux commandants ne pouvait être blâmé,. Cependant, d'autres sources maintiennent que le convoi a changé de cap et est entré dans le secteur de patrouille du Jastrząb. De plus, les navires alliés ont ignoré les marques d'identification, alors qu'il était en surface, et le commandant du Seagull a ensuite été reconnu coupable par l'Amirauté.
En décembre 1942, il repart pour la Russie du Nord et revient en février 1943 pour des réparations de chaudières.
En octobre 1943, le Seagull retourne en Russie pour la quatrième fois. En mars 1944, avec le Gleaner (J83), le Seagull revient de Russie pour la dernière fois. Ils furent les derniers "Halcyon" à partir après des années de service éreintant et distingué.
En mai 1944, dans le cadre de l'opération Neptune, la partie maritime de l'opération Overlord, le Seagull est avec la 1re Flottille de dragueurs de mines (1st minesweeper Flottilla ou 1MSF) en Normandie, il inspecte le canal 9 à Sword Beach. Le Seagull passe le reste de la guerre basé à Harwich, à faire du dragage de mines.

### Après-guerre
Le Seagull est converti à Rotterdam en navire hydrographique en septembre 1945 et deux mois plus tard, il se rend à Chatham pour l'achèvement de ce travail, y compris l'équipement hydrographique spécialisé de la Royal Navy à l'arsenal maritime (HM Dockyard).
Une fois terminé, en avril 1946, le navire est remis en service pour des tâches de relevés. À partir de juin, il effectue des relevés dans les eaux territoriales jusqu'à ce qu'il soit à nouveau désactivé, puis réduit au statut de réserve en mars 1951.
Il est désarmé à Devonport et remorqué à Leith en 1955 pour servir de navire de forage pour la division RNVR. Inscrit sur la liste des navires à éliminer en 1956, il est vendu à la BISCo pour être démantelé par Demelweek and Redding à Plymouth le 1er mai de la même année.

### Honneurs de bataille
- ARCTIC 1942
- NORMANDY 1944

### Participation auxconvois
Le Seagull a navigué avec les convois suivants au cours de sa carrière:
1. Convoi PQ 2
2. Convoi PQ 3
3. Convoi PQ 4
4. Convoi PQ 5
5. Convoi PQ 15
6. Convoi PQ 16

### Commandement
- Commander (Cdr.) David Hugh Harries (RAN) du 3 juillet 1939 au 23 septembre 1940
- Lieutenant (Lt.) (en retraite) Leonard Seymour Shaw (RNR) du 23 septembre 1940 au 27 septembre 1940
- Commander (Cdr.) (en retraite) Robert Henry Vivian Sivewright (RN) du 27 septembre 1940 au 30 juin 1941
- Commander (Cdr.) (en retraite) Frederick Richard Guy Maunsell (RN) du 30 juin 1941 au 19 août 1941
- Lieutenant Commander (Lt.Cdr.) Charles Harington Pollock (RN) du 19 août 1941 au 16 août 1943
- T/A/Lieutenant Commander (T/A/Lt.Cdr.) Robert Wilson Ellis (RNR) du 16 août 1943 au 13 février 1945
- A/Lieutenant Commander (A/Lt.Cdr.) John Andrew Pearson (RNR) du 13 février 1945 à mi-1945
- Lieutenant Commander (Lt.Cdr.) Colin Courtenay Lowry (RN) du 26 septembre 1945 au 20 mai 1946